# Paraspidodera uncinata
Paraspidodera uncinata är en rundmaskart. Paraspidodera uncinata ingår i släktet Paraspidodera, och familjen Subuluridae. Arten är reproducerande i Sverige.